# Amy Ryan
Amy Beth Dziewiontkowski (Queens, Nova Iorque, 3 de maio de 1969), mais conhecida como Amy Ryan, é uma atriz norte-americana.
Foi indicada ao Oscar de Melhor Atriz (coadjuvante/secundária) em 2008 por seu trabalho em Medo da Verdade, trabalho que lhe recebeu diversos prêmios da crítica. Também atua no teatro e na televisão.

## Filmografia
| Filmes      | Filmes                                 | Filmes                                      | Filmes                            |
| Ano         | Título original                        | Título (Brasil)                             | Papel                             |
| ----------- | -------------------------------------- | ------------------------------------------- | --------------------------------- |
| 1992        | In the Deep Woods                      | In the Deep Woods                           | Beth (para televisão)             |
| 1998        | Remembering Sex                        | Remembering Sex                             | Elaine Devlin (para televisão)    |
| 1999        | Roberta                                | Roberta                                     | Judy                              |
| 2000        | You Can Count on Me                    | Conte Comigo                                | Rachel Louise Prescott            |
| 2000        | A Pork Chop for Larry                  | A Pork Chop for Larry                       | Beth                              |
| 2002        | Baseball Wives                         | Baseball Wives                              | Megan Salerno (para televisão)    |
| 2004        | Keane                                  | Keane                                       | Lynn Bedik                        |
| 2005        | War of the Worlds                      | Guerra dos Mundos                           | Vizinha com Toddler               |
| 2005        | Capote                                 | Capote                                      | Marie Dewey                       |
| 2005        | Looking for Comedy in the Muslim World | Looking for Comedy in the Muslim World      | Emily Brooks                      |
| 2006        | Marvelous                              | Marvelous                                   | Queenie                           |
| 2006        | Shiner                                 | Shiner                                      | Mãe                               |
| 2007        | Forward                                | Forward                                     |                                   |
| 2007        | Gone Baby Gone                         | Medo da Verdade                             | Helene McCready                   |
| 2007        | Before the Devil Knows You're Dead     | Antes Que o Diabo Saiba Que Você Está Morto | Martha Hanson                     |
| 2007        | Neal Cassady                           | Neal Cassady                                | Carolyn Cassady                   |
| 2007        | Dan in Real Life                       | Eu, Meu Irmão e Nossa Namorada              | Eileen                            |
| 2008        | M.O.N.Y.                               | M.O.N.Y.                                    | Marcie Futterman (para televisão) |
| 2008        | Changeling                             | A Troca                                     | Carol Dexter                      |
| 2009        | The Missing Person                     | The Missing Person                          | Miss Charley                      |
| 2009        | Bob Funk                               | Bob Funk                                    | Sra. Wright                       |
| 2010        | Jack Goes Boating                      | Jack Goes Boating                           | Connie                            |
| 2010        | Green Zone                             | Zona Verde                                  | Lawrie Dayne                      |
| 2011        | Win Win                                | Win Win                                     |                                   |
| 2014        | Birdman                                | Homem-Pássaro                               | Sylvia Thomson                    |
| Séries      |                                        |                                             |                                   |
| Ano         | Título                                 | Papel                                       | Notas                             |
| 1990        | As the World Turns                     | Renee                                       | Episódio desconhecido             |
| 1991        | Quantum Leap                           | Libby McBain                                | 1 episódio                        |
| 1991        | Brooklyn Bridge                        | Sophie (jovem)                              | 1 episódio                        |
| 1992        | Home Improvement                       | Robin                                       | 1 episódio                        |
| 1992        | I'll Fly Away                          | Parkie Sasser                               | 6 episódios                       |
| 1995        | Sirens                                 | April Ward                                  | 1 episódio                        |
| 1995        | ER                                     | Irmã                                        | 1 episódio                        |
| 1995 / 1996 | The Naked Truth                        | Chloe Banks                                 | 20 episódios                      |
| 1998        | Chicago Hope                           | Helen Sherwood                              | 1 episódio                        |
| 1998        | A Will of Their Own                    | Carrie Baker                                | Minissérie                        |
| 1999        | Homicide: Life on the Street           | Erika Cullen                                | 1 episódio                        |
| 2000        | Law & Order: Special Victims Unit      | Lorraine Hansen                             | 1 episódio                        |
| 2001 / 2002 | 100 Centre Street                      | Rebecca Rifkind                             | 7 episódios                       |
| 2003        | Hack                                   |                                             |                                   |
| 2004        | Third Watch                            | Dra. Jenny Hanson                           | 1 episódio                        |
| 1993 / 2006 | Law & Order                            | Amy / Valerie Messick                       | 2 episódios                       |
| 2006        | The American Experience                | Luzena Wilson                               | 1 episódio                        |
| 2006 / 2007 | Kidnapped                              | Maureen Campbell                            | 2 episódios                       |
| 2003 / 2007 | Law & Order: Criminal Intent           | Edie Nelson / Julie Turner                  | 2 episódios                       |
| 2003 / 2008 | The Wire                               | Off. Beatrice 'Beadie' Russell              | 20 episódios                      |
| 2008        | Independent Lens                       | Anita Hoffman                               | 1 episódio                        |
| 2008 / 2009 | The Office                             | Holly Flax                                  | 7 episódios                       |

## Prêmios e Indicações

#### Oscar
| Ano  | Categoria                | Trabalho       | Notas    |
| ---- | ------------------------ | -------------- | -------- |
| 2008 | Melhor Atriz Coadjuvante | Gone Baby Gone | Indicado |

#### Globo de Ouro
| Ano  | Categoria                          | Trabalho       | Notas    |
| ---- | ---------------------------------- | -------------- | -------- |
| 2008 | Melhor Atriz Coadjuvante em Cinema | Gone Baby Gone | Indicado |

#### SAG Awards
| Ano  | Categoria                | Trabalho                                        | Notas    |
| ---- | ------------------------ | ----------------------------------------------- | -------- |
| 2008 | Melhor Atriz Coadjuvante | Gone Baby Gone                                  | Indicado |
| 2015 | Melhor Elenco em Cinema  | Birdman or (The Unexpected Virtue of Ignorance) | Venceu   |

#### Los Angeles Film Critics Association Awards
| Ano  | Categoria                | Filme          | Notas  |
| ---- | ------------------------ | -------------- | ------ |
| 2007 | Melhor Atriz Coadjuvante | Gone Baby Gone | Venceu |

#### Satellite Awards
| Ano  | Categoria                          | Filme          | Notas  |
| ---- | ---------------------------------- | -------------- | ------ |
| 2008 | Melhor Atriz Coadjuvante em Cinema | Gone Baby Gone | Venceu |

#### Tony Awards
| Ano  | Categoria                                | Indicação                | Notas    |
| ---- | ---------------------------------------- | ------------------------ | -------- |
| 2000 | Melhor Atriz Coadjuvante em Peça Teatral | Uncle Vanya              | Indicado |
| 2005 | Melhor Atriz Coadjuvante em Peça Teatral | A Streetcar Named Desire | Indicado |
| 2024 | Melhor Atriz em Peça Teatral             | Doubt: A Parable         | Indicado |